# ウォードの箱

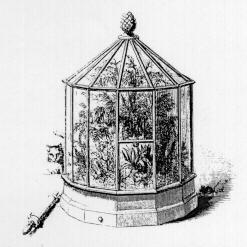
ウォードの箱

ウォードの箱（ウォードのはこ、英語名:Wardian case）は、ナサニエル・バグショー・ウォード（1791年－1868年）が1829年頃にイギリスの首都ロンドンで発明したガラス器。発明はウォードの偶然の発見によるものであった。ウォードの箱は主に植物の運搬に使用され、近代における先駆的な植物栽培用の容器となった。

## 発明
医師であったウォードは、植物学にも熱烈な興味があった。彼が個人的に収集した植物標本は、実に25000個を数えた。しかし彼の庭園があるロンドンのウェルクローズ・スクエアに生息していたシダ植物は、石炭を燃やした煤煙とそこから生じた硫酸ミストが酷く蔓延していたロンドンの大気汚染で完全に侵されてしまっていた。ところが外にあるしおれたシダに比べ、ウォードが蛾などの繭を保管していたボトルの中では、シダの胞子が少量の肥料で発芽し成長することを発見した。その後彼は大工にちょうどぴったりの木製ガラス容器を組み立ててもらい、その中でもシダが成長することを探り当てたのである。ウォードは自身の実験を公表し、1842年に発行した「On the Growth of Plants in Closely Glazed Cases（ガラス容器内での植物の成長）」の中で、その後の研究を綴っている。

## その後の歴史

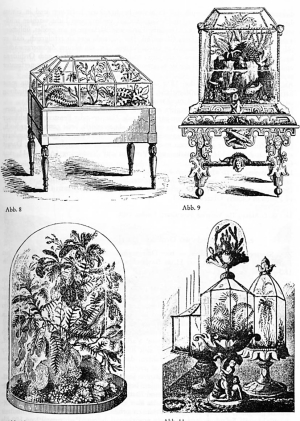
様々な種類のウォードの箱。近代的なデザインは流行となった。

それまでイギリスの植物学者や苗木職人は、16世紀末以来新たな種の植物を求めて世界中を探しまわっていたが、植物そのものを採集すると枯れてしまうため、種や球茎または乾燥させた根茎や根の部分を集めて移動しなければならなかった。しかし、新しく発明されたウォードの箱は、発芽して間もない若い植物を船の甲板に設置して日光を当てることが可能で、さらに容器内の濃縮した湿気が植物の水分を保つ上に海水のしぶきから守ることができるものであった。このガラス容器の検証が最初に行われたのは1833年7月のことだった。この実験でウォードは、特別に組み立てられた2つのガラス容器にイギリスのシダや芝生を敷き詰め、オーストラリアのシドニーまで数ヶ月間に渡って船で輸送する航海を決行したが、目的地に到達しても容器の中の植物はまだ好ましい状態であった。また帰還する際に、興味深い数種のオーストラリアの植物を持ち帰ったが、それらはそれより以前に行われた航海で決して生き延びることのなかった種類の植物であった。その後南アメリカのホーン岬付近で荒れた航海を経験するも、植物は申し分ない形状のまま目的地まで到着した。
ウォードがよく文通していた人物の一人に、後にキューガーデンの管理者を務めることとなる、ウィリアム・ジャクソン・フッカーがいた。その息子ジョセフ・ダルトン・フッカーは、1841年南極地方を周航したHMSエレボスによる先駆的な航海中に、ニュージーランドからイギリスまで生きた植物を輸送するためウォードの箱を使用した最初の植物探検家である。
ウォードの箱は、西ヨーロッパやアメリカ合衆国において、当時流行していた客間の目玉商品となった。ヴィクトリア時代の都市の汚染された大気下で、シダやランを育てるのが流行したのは、この新しく発明されたウォードの箱の機動力のお陰でもある。
さらに重要なことには、ウォードの箱は商業的価値のある植物の移動性に革命を引き起こしていたのである。スコットランドの植物学者ロバート・フォーチュンはインド東北部のアッサム州で茶の大農場を開くために、中国の上海から密輸した2万本の茶の木をウォードの箱に詰め、当時のイギリス統治下にあったインドへ船で輸送した。またブラジルから隠密裏に採取したパラゴムノキの種子はキューにあった温室で発芽させた後、その苗木をウォードの箱に入れ、ゴム農園を始めるためにスリランカのセイロン島や当時は新しいイギリスの領土であったマレーシアへ輸送することに成功した。このようにウォードの箱は、大きな影響力を持つ農産品の生産において、地理上の独占の打破を直接招くものとなった。
またウォードは加盟していたロンドン薬種商協会の中でも活動的な人物で、1854年には主事となった。つい最近まで、協会はイギリスでも2番目に古い植物園である、ロンドンのチェルシー・フィジック・ガーデンを運営していた団体である。ウォードはそれぞれリンネ協会と王立協会の会員、エディンバラ植物協会（Botanical Society of Edinburgh）と王立顕微鏡協会（Royal Microscopical Society）の創立メンバーの一人である。

## 参考
以下は翻訳元（w:en:Wardian case）の出典項目である。
- D.E.アレン　『The Victorian fern craze』　1969年